# Coupe des Pays-Bas de football 1976-1977
Navigation
Édition précédente Édition suivante
La Coupe des Pays-Bas de football 1976-1977, nommée la KNVB beker, est la 59e édition de la Coupe des Pays-Bas. La finale se joue le 19 mai 1977 au stade de Goffert à Nimègue.
Le club vainqueur de la coupe est qualifié pour la Coupe d'Europe des vainqueurs de coupe de football 1977-1978.

## Finale
Après le temps règlementaire le FC Twente'65 et le PEC Zwolle, club de deuxième division, sont à égalité 0 à 0. Lors de la prolongation Twente marque 3 buts et remporte la finale 3 à 0 et également son premier titre.